# Mučedníci z La Rochelle
Mučedníci z La Rochelle je skupina 64 francouzských římskokatolických mučedníků, zabitých během velké francouzské revoluce mezi květnem 1794 a únorem 1795 na vězeňských lodích poblíž ostrova Île d'Aix. Katolická církev je uctívá jako blahoslavené.

## Kontext
Během velké francouzské revoluce, dne 17. září 1793, schválil Národní konvent tzv. Dekret o podezřelých, tedy seznam potenciálních nepřátel revoluce. Onen seznam zahrnoval mimo jiné všichni duchovní odmítající složit přísahu na civilní ústavu duchovenstva. Aby se zbavili těchto „nepřátel lidu“, bylo rozhodnuto převézt je do jednoho z francouzských zámořských území, jako je Guyana. V souvislosti s touto myšlenkou začali být od 11. dubna 1794 do Rochefortu přiváženi zatčení kněží a řeholníci, kteří pak byli následně umístěni na lodě kotvící v přístavu. Zpočátku k tomuto účelu sloužila loď Deux-Associés, ale kvůli přeplněnosti (začátkem května její kapitán Jean Baptiste René Laly hlásil, že už má na své lodi přes 400 vězňů) byla další loď Washington přeměněna na vězení. Tyto lodě byly dříve využívány k přepravě otroků z Afriky, přičemž kněží byli drženi v horších podmínkách než dříve otroci (o něž bylo „pečováno“ natolik, aby přežili cestu a přinesli zisk), kdy zde byla extrémní přelidněnost, špatné jídlo, špinavá voda, s vězni špatně zacházeli dozorci a šířily se nemoci. Kvůli anglické blokádě kolem Francie nebylo možné kněze deportovat, i když byly činěny pokusy o změnu místa určení na Madagaskar, do Maroka nebo na Mauritánii. Vězni byli drženi na lodích kotvících u ostrova Île d'Aix po mnoho měsíců a po určité době se nemoci začaly šířit i mezi posádkou. Poté byli někteří zajatci přemístěni na třetí loď, l'Indien, ale epidemii to nezastavilo. Z 829 uvězněných zemřelo 547 lidí. Někteří z nich byli pohřbeni na ostrově Île d'Aix, někteří na nedalekém ostrově Madame. Po zmírnění teroru ve Francii byli přeživší propuštěni, kdy poslední vězeň opustil jednu z lodí dne 12. dubna 1795.

## Seznam mučedníků
Zde je uveden seznam mučedníků blahořečených v roce 1995 podle data jejich úmrtí:
- 19. května 1794 na vězeňské lodi Deux-Associés:
  - Jean-Baptiste-Xavier Loir (James Louis z Besançonu), řeholní kněz Řádu menších bratří kapucínů, narozen 11. března 1720 v Besançonu
- 21. května 1794 na vězeňské lodi Deux-Associés:
  - Jean Mopinot (bratr Leo), řeholník kongregace Školských bratří, narozen 12. prosince 1724 v Remeši
- 1. června 1794 na vězeňské lodi Deux-Associés:
  - Jean-Baptiste-Ignace-Pierre Vernoy de Montjournal, kněz diecéze Moulins, narozen 17. listopadu 1736 v Molins-sur-Aube
- 3. června 1794 na vězeňské lodi Deux-Associés:
  - Charles-René Collas du Bignon ze Společnosti kněží ze Saint-Sulpice, narozen 25. srpna 1743 v Mayenne
- 9. června 1794 na vězeňské lodi Deux-Associés:
  - Joseph Imbert, řeholní kněz Tovaryšstva Ježíšova, narozen někdy v letech 1719–1721 v Marseille
- 16. června 1794 na vězeňské lodi Deux-Associés:
  - Antoine Constant Auriel, kněz diecéze Cahors, narozen 19. dubna 1764 ve Fajolles
- 17. června 1794 na vězeňské lodi Deux-Associés:
  - Philippe Papon, kněz diecéze Moulins, narozený 5. října 1744 v Saint-Pourçain-sur-Sioule
- 21. června 1794 na vězeňské lodi Deux-Associés:
  - Jacques-Morelle Dupas, kněz diecéze Poitiers, narozen 10. listopadu 1754 v Ruffecu
- 26. června 1794 na vězeňské lodi Deux-Associés:
  - Raymond Petiniaud de Jourgnac, kněz diecéze Limoges, narozen 3. ledna 1747 v Limoges
- 1. července 1794 na vězeňské lodi Deux-Associés:
  - Jean-Baptiste Duverneuil (otec Leonardo), řeholní kněz Řádu bosých karmelitánů, narozen pravděpodobně v roce 1737 v Limoges
  - Pierre-Yrieix Labrouhe de Laborderie, kněz diecéze Limoges, narozen 24. května 1756 v Saint-Yrieix-la-Perche
- 6. července 1794 na vězeňské lodi Deux-Associés:
  - Augustin-Joseph Desgardin (bratr Eliáš), řeholník Řádu cisterciáků přísné observance, narozen 21. prosince 1750 v Hénin-Liétard
- 7. července 1794 na vězeňské lodi Deux-Associés:
  - Joseph Juge de Saint-Martin ze Společnosti kněží ze Saint-Sulpice, narozen 14. června 1739 v Limoges
- 13. července 1794 na vězeňské lodi Deux-Associés:
  - Barthélemy Jarrige de La Morelie de Biars, kněz diecéze Limoges, narozen 18. března 1753 v Moutier
  - Louis-Armand-Joseph Adam, řeholní kněz Řádu menších bratří konventuálů, narozen 19. prosince 1741 v Rouenu
- 15. července 1794 na vězeňské lodi Deux-Associés:
  - Michel-Bernard Marchand, kněz arcidiecéze Rouen, narozen 28. září 1749 v Le Havre
- 16. července 1794 na vězeňské lodi Deux-Associés:
  - Nicolas Savouret, řeholní kněz Řádu menších bratří konventuálů, narozen 27. února 1773 v Jonvelle
  - Claude Beguignot, řeholní kněz kartuziánského řádu, narozen 19. září 1736 v Langres
- 18. července 1794 na vězeňské lodi Deux-Associés:
  - Jean-Baptiste de Bruxelles, kněz diecéze Limoges, narozen 12. září 1734 v Saint-Léonard-de-Noblat
- 21. července 1794 na vězeňské lodi Deux-Associés:
  - Gabriel Pergaud, řeholní kněz kongregace Augustiniánských kanovníků, narozen 29. října 1752 v Saint-Priest-la-Plaine
- 22. července 1794 na vězeňské lodi Deux-Associés:
  - Jacques Lombardie, kněz diecéze Limoges, narozen 1. prosince 1737 v Limoges
- 25. července 1794 na vězeňské lodi Deux-Associés:
  - Michel-Louis Brulard, řeholní kněz Řádu bosých karmelitánů, narozen 11. června 1758 v Chartres
- 26. července 1794 na vězeňské lodi Deux-Associés:
  - Marcel-Gaucher Labiche de Reignefort, kněz diecéze Limoges, narozen 3. listopadu 1751 v Limoges
  - Pierre-Joseph Le Groing de la Romagère, kněz arcidiecéze Bourges, narozen 28. června 1752 v Saint-Sauvier
- 29. července 1794 na vězeňské lodi Deux-Associés:
  - Charles-Antoine-Nicolas Ancel, kněz Kongregace Ježíše a Marie, narozen 11. října 1763 v Rouenu
- 31. července 1794 na vězeňské lodi Deux-Associés:
  - Jean-François Jarrige de La Morelie de Breuil, kněz diecéze Limoges, narozen 11. ledna 1752 v Saint-Yrieix-la-Perche
- 5. srpna 1794 na vězeňské lodi Deux-Associés:
  - Pierre-Michel Noël, kněz diecéze Rouen, narozen 23. února 1754 v Pavilly
- 9. srpna 1794 na vězeňské lodi Deux-Associés:
  - Claude Richard, řeholní kněz Řádu svatého Benedikta, narozen 19. května 1741 v Lérouville
- 10. srpna 1794 na vězeňské lodi Deux-Associés:
  - Claude-Joseph Jouffret de Bonnefont ze Společnosti kněží ze Saint-Sulpice, narozen 23. prosince 1752 v Gannat
  - François François (otec Sebastian z Nancy), řeholní kněz Řádu menších bratří kapucínů, narozen 17. ledna 1749 v Nancy
- 10. srpna 1794 na vězeňské lodi Washington:
  - Lazare Tiersot, řeholní kněz kartuziánského řádu, narozen 29. března 1739 v Semur-en-Auxois
- 11. srpna 1794 na vězeňské lodi Deux-Associés:
  - Jean-Georges Rehm (otec Thomas), řeholní kněz Řádu bratří kazatelů, narozen 21. dubna 1752 v Katzenthalu
- 12. srpna 1794 na vězeňské lodi Deux-Associés:
  - Pierre Jarrige de La Morelie de Puyredon, kněz diecéze Limoges, narozen 19. dubna 1737 v Saint-Yrieix-la-Perche
- 13. srpna 1794 na vězeňské lodi Deux-Associés:
  - Pierre Gabilhaud, kněz diecéze Limoges, narozen 26. července 1747 v Pont-Saint-Martin
- 16. srpna 1794 na vězeňské lodi Washington:
  - Jean-Baptiste Menestrel, kněz diecéze Saint-Dié, narozen 5. prosince 1748 v Serécourt
- 17. srpna 1794 na vězeňské lodi Deux-Associés:
  - Noël-Hilaire Le Conte, kněz arcidiecéze Bourges, narozen 3. října 1765 v Chartres
- 18. srpna 1794 na vězeňské lodi Deux-Associés:
  - Antoine Bannassat, kněz diecéze Limoges, narozen 20. května 1729 v Guéret
- 20. srpna 1794 na vězeňské lodi Deux-Associés:
  - Louis-François Lebrun, řeholní kněz Kongregace svatého Maura, narozen 4. dubna 1744 v Rouenu
  - Gervais-Protais Brunel, řeholní kněz Řádu cisterciáků přísné observance, narozen 18. června 1744 v Magnières
- 22. srpna 1794 na vězeňské lodi Deux-Associés:
  - Élie Leymarie de Laroche, kněz diecéze Verdun, narozen 8. ledna 1758 v Annesse-et-Beaulieu
- 23. srpna 1794 na vězeňské lodi Deux-Associés:
  - Jean Bourdon (otec Protaso ze Séez), řeholní kněz Řádu menších bratří kapucínů, narozen 3. dubna 1747 v Séez
- 25. srpna 1794 na vězeňské lodi Deux-Associés:
  - Paul-Jean Charles (otec Palo), řeholní kněz Řádu cisterciáků přísné observance, narozen 29. září 1743 v Millery
- 26. srpna 1794 na vězeňské lodi Deux-Associés:
  - Jacques Retouret, řeholní kněz Řádu Panny Marie Karmelské, narozen 15. září 1746 v Limoges
- 27. srpna 1794 na vězeňské lodi Deux-Associés:
  - Jean-Baptiste Souzy, kněz diecéze La Rochelle, narozen 24. března 1732 v La Rochelle
  - Jean Baptiste Guillaume (bratr Ulderico), řeholník kongregace Školských bratří, narozen 1. února 1755 ve Fraisans
- 28. srpna 1794 na vězeňské lodi Washington:
  - Charles-Arnould Hanus, kněz diecéze Verdun, narozen 18. října 1723 v Nancy
- 29. srpna 1794 na vězeňské lodi Deux-Associés:
  - Louis-Wulphy Huppy, kněz diecéze Limoges, narozen 1. dubna 1767 v Rue
- 4. září 1794 na vězeňské lodi Washington:
  - Scipion-Jérôme Brigeat Lambert, kněz diecéze Avranches, narozen 9. června 1733 v Ligny-en-Barrois
- 5. září 1794 na vězeňské lodi Deux-Associés:
  - Florent Dumontet de Cardaillac, kněz diecéze Castres, narozen 8. února 1749 v Saint-Médard
- 7. září 1794 na vězeňské lodi Deux-Associés:
  - Claude-Barnabé Laurent de Mascloux, kněz diecéze Limoges, narozen 11. června 1735 v Le Dorat
  - François d'Oudinot de La Boissière, kněz diecéze Limoges, narozen 3. září 1746 v Saint-Germain-les-Belles
- 10. září 1794 na vězeňské lodi Deux-Associés:
  - Jacques Gagnot (otec Hubert ze Saint Claude), řeholní kněz Řádu bosých karmelitánů, narozen 9. února 1753 ve Frolois
- 11. září 1794 na vězeňské lodi Deux-Associés:
  - François Mayaudon, kněz diecéze Soissons, narozen 4. května 1739 v Terrassonu
- 12. září 1794 na vězeňské lodi Deux-Associés:
  - Pierre-Sulpice-Christophe Faverge (bratr Roger), řeholník kongregace Školských bratří, narozen 25. července 1745 v Orléans
- 13. září 1794 na vězeňské lodi Washington:
  - Claude Dumonet, kněz diecéze Autun, narozen 2. února 1747 v Prissé
- 14. září 1794 na vězeňské lodi Deux-Associés:
  - Claude Laplace, kněz diecéze Moulins, narozen 15. listopadu 1725 v Bourbon-Lancy
- 22. září 1794 na vězeňské lodi Deux-Associés:
  - Joseph Marchandon, kněz diecéze Limoges, narozen 21. srpna 1745 v Bénévent-l'Abbaye
- 27. září 1794 na vězeňské lodi Deux-Associés:
  - Jean-Baptiste Laborie du Vivier, kněz diecéze Mâcon, narozen 19. září 1734 v Mâconu
- 30. září 1794 na vězeňské lodi Washington:
  - Jean-Nicolas Cordier, řeholní kněz Tovaryšstva Ježíšova, narozen 3. prosince 1710 v Saint-André-en-Barrois
- 2. října 1794 na vězeňské lodi Washington:
  - Georges-Edme René, kněz arcidiecéze Sens, narozen 16. listopadu 1748 v Saint-Pierre-de-Vézelay
- 6. října 1794 na vězeňské lodi Washington:
  - François Hunot, kněz arcidiecéze Sens, narozen 12. února 1753 v Brienon-l'Archevêque
- 7. října 1794 na vězeňské lodi Washington:
  - Jean Hunot, kněz arcidiecéze Sens, narozen 21. září 1742 v Brienon-l'Archevêque
- 17. listopadu 1794 na vězeňské lodi Washington:
  - Sébastien-Loup Hunot, kněz arcidiecéze Sens, narozen 7. srpna 1745 v Brienon-l'Archevêque
- 23. února 1795 na vězeňské lodi Washington:
  - Nicolas Tabouillot, kněz diecéze Verdun, narozen 16. února 1745 v Bar-le-Duc[7][8]

## Úcta
Dne 2. července 1994 podepsal papež sv. Jan Pavel II. dekret o jejich mučednictví. Blahořečeni pak byli dne 1. října 1995 na Svatopetrském náměstí papežem sv. Janem Pavlem II.
Jejich památka je připomínána 18. srpna.